# Andarraso
Andarraso es una localidad de España perteneciente al municipio de Riello, provincia de León, comunidad autónoma de Castilla y León. Antiguamente formaba parte del concejo omañés de La Lomba de Campestedo.

## Geografía física

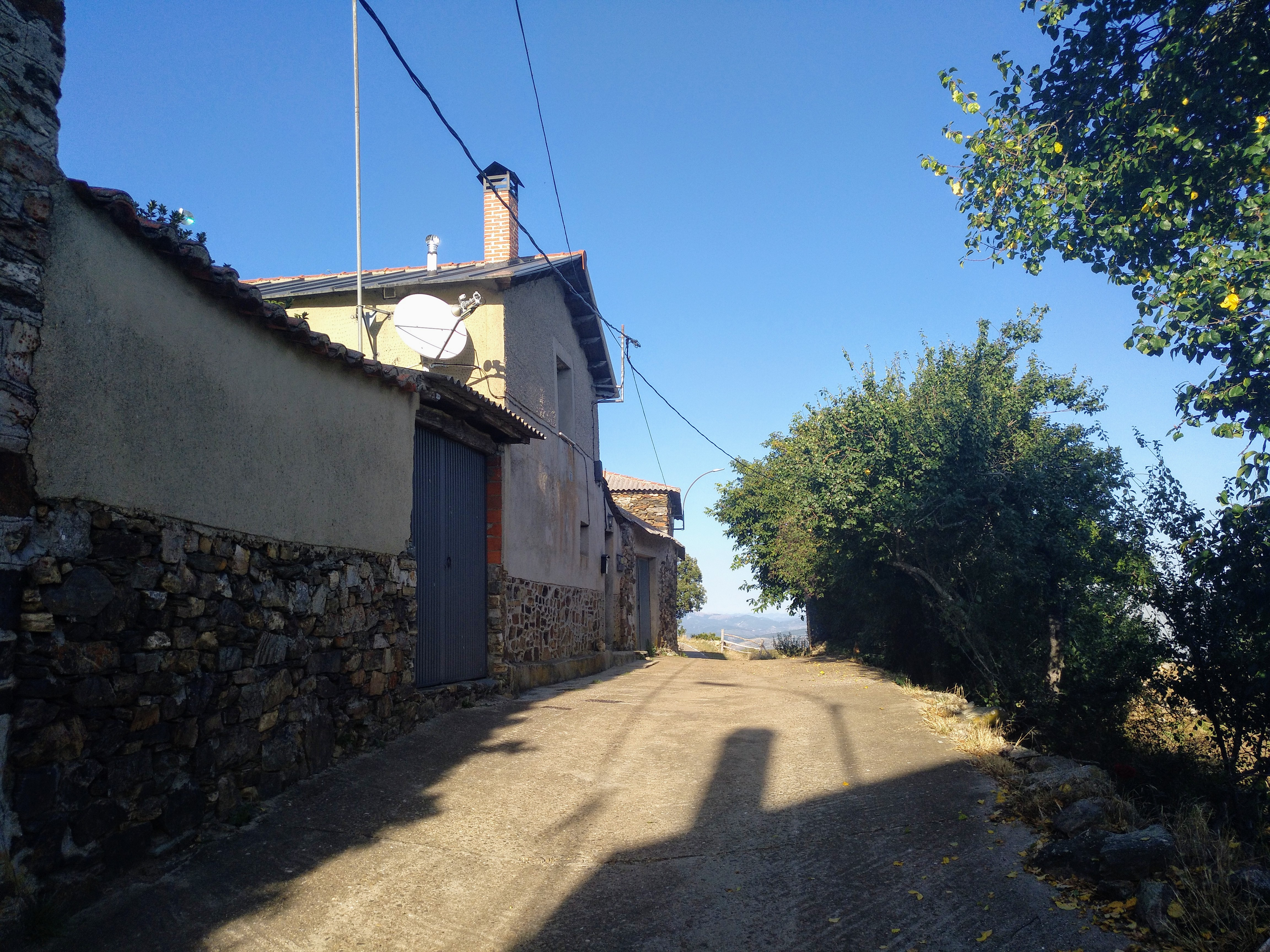
Vista de Andarraso

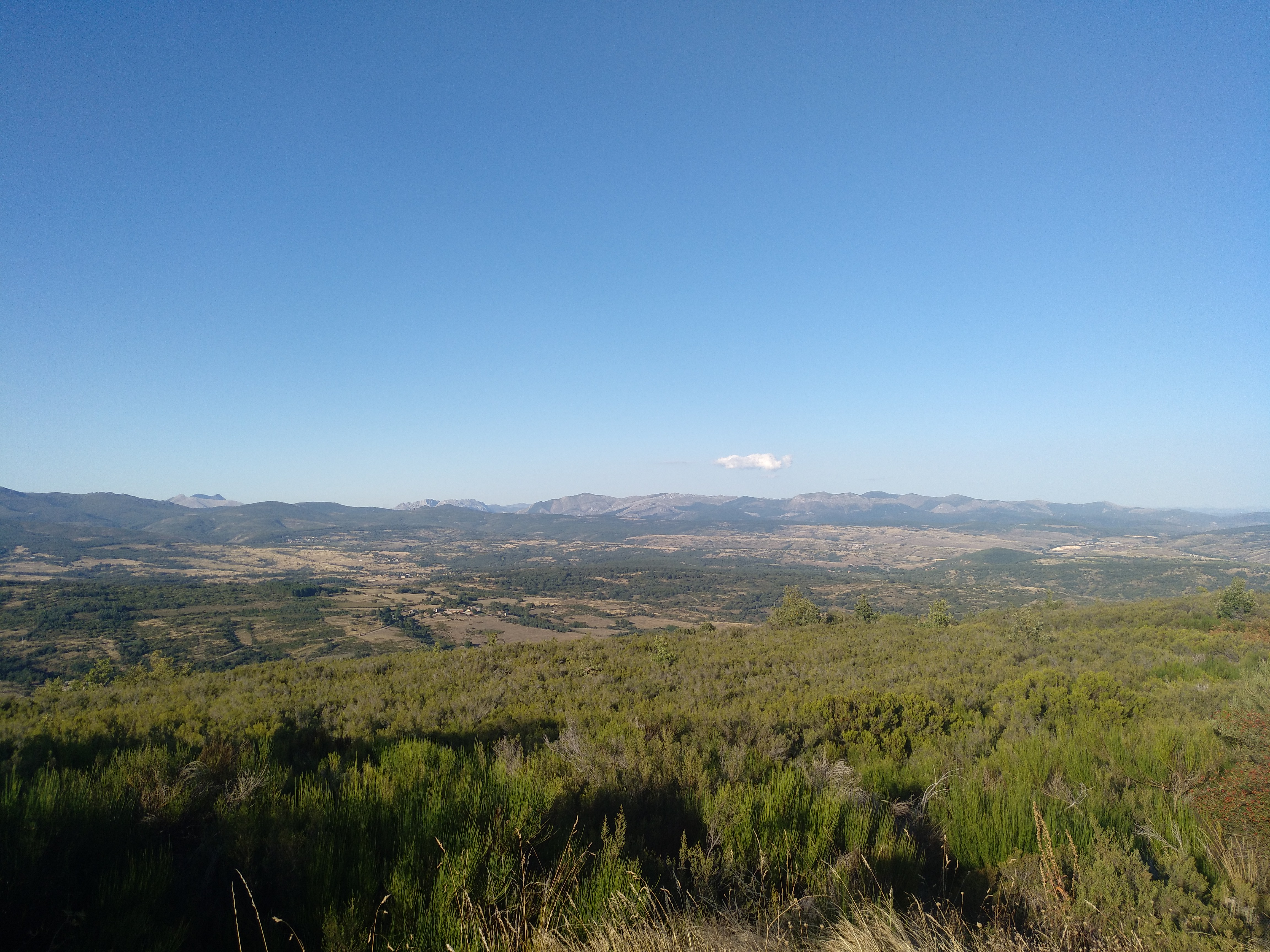
Panorámica desde Andarraso

Andarraso se encuentra en el valle amesetado de La Lomba, en el límite meridional de la cordillera Cantábrica y al este de la sierra de Gistredo. Está situado a 1421 m s. n. m. en la ladera sur del Carbaín, cerca de la cima y es el pueblo de la Lomba y del municipio de Riello situado a mayor altitud.
Según la clasificación climática de Köppen, la población se encuentra en la zona Csb, con un clima mediterráneo de veranos suaves; la media del mes más cálido no es superior a 22 °C pero superándose los 10 °C durante cinco o más meses, y las temperaturas medias anuales permanecen por debajo de los 9 °C, con precipitaciones cerca de los 1000 mm anuales, nevadas invernales y veranos secos.

## Naturaleza
Andarraso se encuentra dentro de la Reserva de la Biosfera de los valles de Omaña y Luna
 y es un Lugar de Importancia Comunitaria (LIC) y Zona de Especial Protección para las Aves (ZEPA).
Entre la flora, abundan los piornos (escobas), robles melojos, urces, sabinas y uvas de oso. Este tipo de vegetación de matorral suele ocupar suelos pobres y tierras centenales abandonadas. También son notables los pastizales de alta montaña o brañas.
En lo que respecta a la fauna, los mamíferos más comunes en son los corzos y jabalíes; se encuentran también el lobo ibérico y especies endémicas de la montaña noroccidental, como la liebre de piornal. Entre las aves se pueden mencionar las águilas reales, los halcones peregrinos, los alcaudones dorsirrojos y las perdices pardillas. La población forma parte del territorio de dos importantes especies amenazadas: el urogallo cantábrico y el oso pardo, antaño abundantes.

## Demografía
Andarraso es un núcleo de pequeño tamaño, típico de un hábitat semi-disperso. Según el Instituto Nacional de Estadística de España, contaba con 10 habitantes en 2021, de los que 9 eran hombres y 1 era mujer. Según el Diccionario geográfico-estadístico de España y Portugal de Sebastián Miñano, publicado en 1829, había 65 habitantes la localidad. Madoz menciona 72 habitantes. Durante el siglo XX, el pueblo experimentó un acusado descenso demográfico, consecuencia de la emigración y del consiguiente envejecimiento de la población.
| Gráfica de evolución demográfica de Andarraso entre 2000 y 2021                                       |
| |
| Población según la relación de unidades poblacionales del Instituto Nacional de Estadística (España). |